# كوم البجا
قرية كوم البجا هي إحدى القرى التابعة لمركز فرشوط في محافظة قنا في جمهورية مصر العربية. حسب إحصاءات سنة 2006، بلغ إجمالي السكان في كوم البجا 8605 نسمة، منهم 4266 رجل و4339 امرأة.